# María Augusta Urrutia

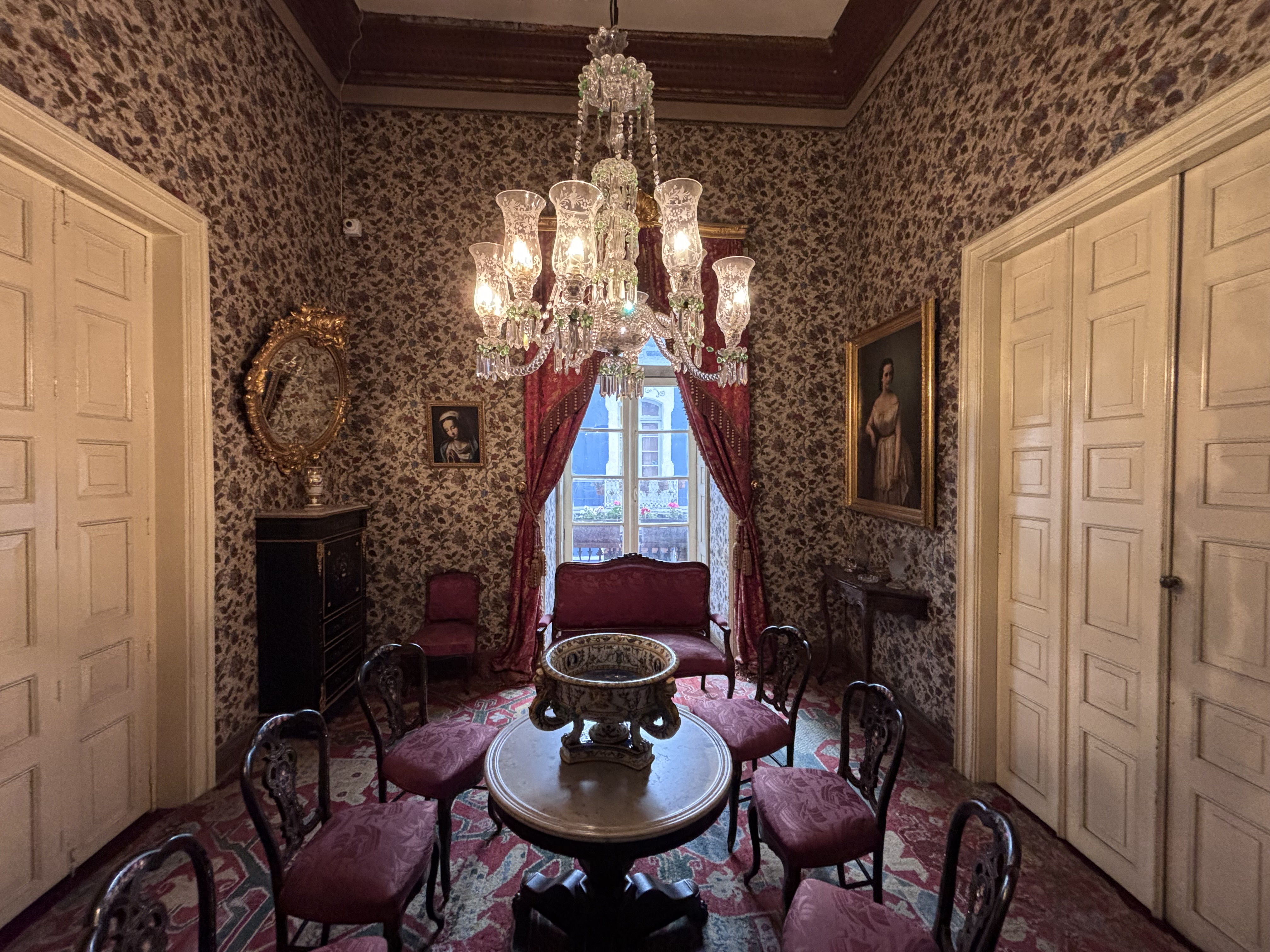
Una de las habitaciones de la "Casa Museo María Augusta Urrutia", en el centro histórico de Quito.

María Augusta Urrutia Barba (Quito, Ecuador, 6 de diciembre de 1901 – ibídem, 5 de diciembre de 1987) fue una dama quiteña, nació en el seno de una de las familias aristocráticas más importantes e influyentes de la capital. Fue mecenas del arte quiteño de la época y ejemplo de vida al servicio de los demás hasta su fallecimiento en 1987.

## Biografía
Su infancia transcurrió en las aulas del colegio La Providencia de Quito, recibiendo formación osa, complementada con vivencias personales en Europa, donde vivió gran parte de su adolescencia y juventud.
Viajó a Europa después de la muerte de su padre y llegó aprender varios idiomas fluidamente. 
En 1921, apenas llegada de Europa, celebró su matrimonio con Alfredo Escudero Eguiguren, con quien se conociera en París. Instalados en el palacete del centro histórico, María Augusta dedicó su esfuerzo al naciente hogar y su esposo a administrar sus haciendas. No tuvieron hijos.
María Augusta, luego del fallecimiento de su esposo en 1931, evocó su memoria dedicando enteramente su vida en acciones caritativas, de beneficio para los más necesitados. En 1932 creó el comedor infantil La Dolorosa en el primer piso de su palacete; en 1939 creó la Fundación Mariana de Jesús; ofreció como albergue de estudiantes el Hogar Javier en la década de los 40 y la Casa de Ejercicios Espirituales de San Agustín para formación humana; organizó el Plan de Vivienda Solanda en el sur de Quito, donando 150 hectáreas de terreno de una de sus haciendas ganaderas con las obras de infraestructura urbanística. El padre Eduardo Vásquez Dodero SJ fue su director espiritual por muchos años y el inspirador de las obras sociales. Doña María Augusta murió en Quito, el 5 de diciembre de 1987, luego de una vida llena de ejemplo y servicio a los demás. Sus restos, junto con los de su esposo, permanecen en la cripta de la Iglesia de la Compañía.

## Su obra
Obra relevante y permanente, pujante y dinámica, bajo la administración de la Compañía de Jesús, es la que sigue ofreciendo la Fundación Mariana de Jesús a la sociedad nacional, como extensión y ejemplo de su legado. Se invierten importantes recursos en el desarrollo social del país a través de programas de vivienda, educación, salud, cultura, espiritualidad y fortalecimiento institucional de muchas organizaciones e instituciones públicas y privadas del país.
Una de ellas es la labor educativa y cultural que la Casa Museo brinda a la comunidad desde mayo de 1998, año de su inauguración, cuando abrió sus puertas para compartir, en ambiente tradicional las singulares características arquitectónicas y colecciones artísticas particularmente del pintor Víctor Mideros, de quien fue mecenas; el espíritu de su dueña y fundadora, con el afán de recrear la importancia de su mensaje.

## Reconocimiento nacional
Su entrega y amor a los más necesitados le valió ser condecorada en varias ocasiones, una de ellas el 14 de diciembre de 1981, cuando el entonces Presidente Osvaldo Hurtado le otorgó la medalla de la Orden Nacional al Mérito, que actualmente se exhibe en su casa museo. Fue reconocida, además, entre los 400 mejores ecuatorianos. Su herencia para todas las generaciones fue su generosidad y su práctica cristiana en la que el amor y servicio a los demás siempre estuvo presente, fue una mujer muy importante en aquella época.